# L'Amour de Phèdre
L'Amour de Phèdre (Phaedra's Love) est une pièce de théâtre de Sarah Kane, créée le 15 mai 1996 au Gate Theatre de Londres. Elle fait partie du courant britannique du théâtre « In-Yer-Face ».

## Présentation
Cette pièce, la seconde de la  dramaturge britannique, est une version moderne et violente du mythe de Phèdre. Sarah Kane place l'action de sa pièce dans le monde contemporain, dont elle dénonce les excès, notamment à travers le personnage d'Hippolyte. Du mythe, elle ne retient que l'amour de Phèdre pour le fils de son mari et la fureur de Thésée. Elle introduit aussi de nouveaux personnages : un prêtre, un médecin et la sœur d'Hippolyte (Strophe).

## Extrait
PHÈDRE (à HIPPOLYTE) — Tu es difficile. Caractériel, cynique, amer, gras, décadent, gâté. Tu restes au lit toute la journée et planté devant la télé toute la nuit, te traînes dans cette maison avec fracas les yeux bouffis de sommeil et sans pensée pour personne. Tu souffres. Je t’adore ».
Extrait d'un compte-rendu de représentation à l'Aktéon (théâtre) (Paris) :
« [...] Phèdre, excellemment jouée, passe à l’acte (buccal), le confesseur d’Hippolyte, dans la cellule, fait de même. Le jeune héros, remarquable par sa « queue de prince », que tout le monde se dispute, préfère jouir dans ses chaussettes (il aime aussi s'y moucher). Pourtant il a de nombreuses relations sexuelles, avec des femmes et des hommes. Il aime voir la tête que l'on fait au moment suprême, c'est tout. Son problème, c’est l’ennui dont ne parvient pas à le guérir un psychiatre. Que sa belle-mère se pende, qu’il soit lui-même condamné, il se trouve agréablement diverti de ses jeux vidéo et de la dévoration de hamburgers [...]. Sa sœur n’a pas échappé à son organe. Dieu est violemment interpellé [...]. Le mythe est revisité, avec la brutalité de la modernité » (J.-C. Ternaux).

## Mises en scènes
- création au Gate Theatre, à Londres
- 2000 : Phaedra's Love de Sarah Kane, mise en scène Renaud Cojo - Théâtre de la Bastille et tournée[3]
- 2016 : Phèdre(s) adaptation de Krzysztof Warlikowski, avec Isabelle Huppert dans le rôle titre[4]
- 2023 : L'Amour de Phèdre mise en scène de Nicolas Givran - Compagnie Qu’avez-vous fait de ma bonté ?